# Cladosporium allii-porri
Cladosporium allii-porri är en svampart som först beskrevs av Sacc. & Briard, och fick sitt nu gällande namn av Boerema 1978. Cladosporium allii-porri ingår i släktet Cladosporium och familjen Davidiellaceae.   Inga underarter finns listade i Catalogue of Life.